# La Révolte des rois
 (février 2017).
Si vous disposez d'ouvrages ou d'articles de référence ou si vous connaissez des sites web de qualité traitant du thème abordé ici, merci de compléter l'article en donnant les références utiles à sa vérifiabilité et en les liant à la section « Notes et références ».
La Révolte des rois est le trente-deuxième tome de la bande dessinée Michel Vaillant paru en 1978. Suite de l'album Les Jeunes Loups, il a pour thème principal les débuts en Formule 1 de jeunes pilotes et la concurrence nouvelle face aux pilotes expérimentés en Formule 1.

## Synopsis
Plusieurs jeunes pilotes qui se sont distingués en Formule 2 accèdent à la Formule 1. L'écurie Vaillante engage ainsi les rookies Patrick Tambay et Mike Brown aux côtés de Michel Vaillant et Steve Warson. Parmi les jeunes loups, Alfredo Fabri doit sa promotion au généreux mécénat de son oncle plus que par ses résultats dans les catégories inférieures. Pourtant, Fabri crée la surprise en montant sur le podium lors de ses premiers Grands Prix et se hisse provisoirement en tête du championnat. Malgré un début de championnat difficile, Michel Vaillant réagit à partir du Grand Prix d'Espagne mais Alfredo Fabri rivalise avec lui pendant la moitié de la saison. Les deux hommes sont au coude-à-coude au championnat au Grand Prix de France, disputé sur le circuit Paul-Ricard. Alors que Fabri pense tenir sa première victoire en Formule 1, Michel Vaillant lui met la pression et le pousse à la faute ; c'est le tournant du championnat pour les deux pilotes.

## Personnages réels présents
- Niki Lauda
- James Hunt
- Mario Andretti
- Jacques Laffite
- Patrick Depailler
- Patrick Tambay

### Documentation
- Henri Filippini, « La Révolte des rois », Schtroumpfanzine, no 16,‎ février 1978, p. 24.